# Topola

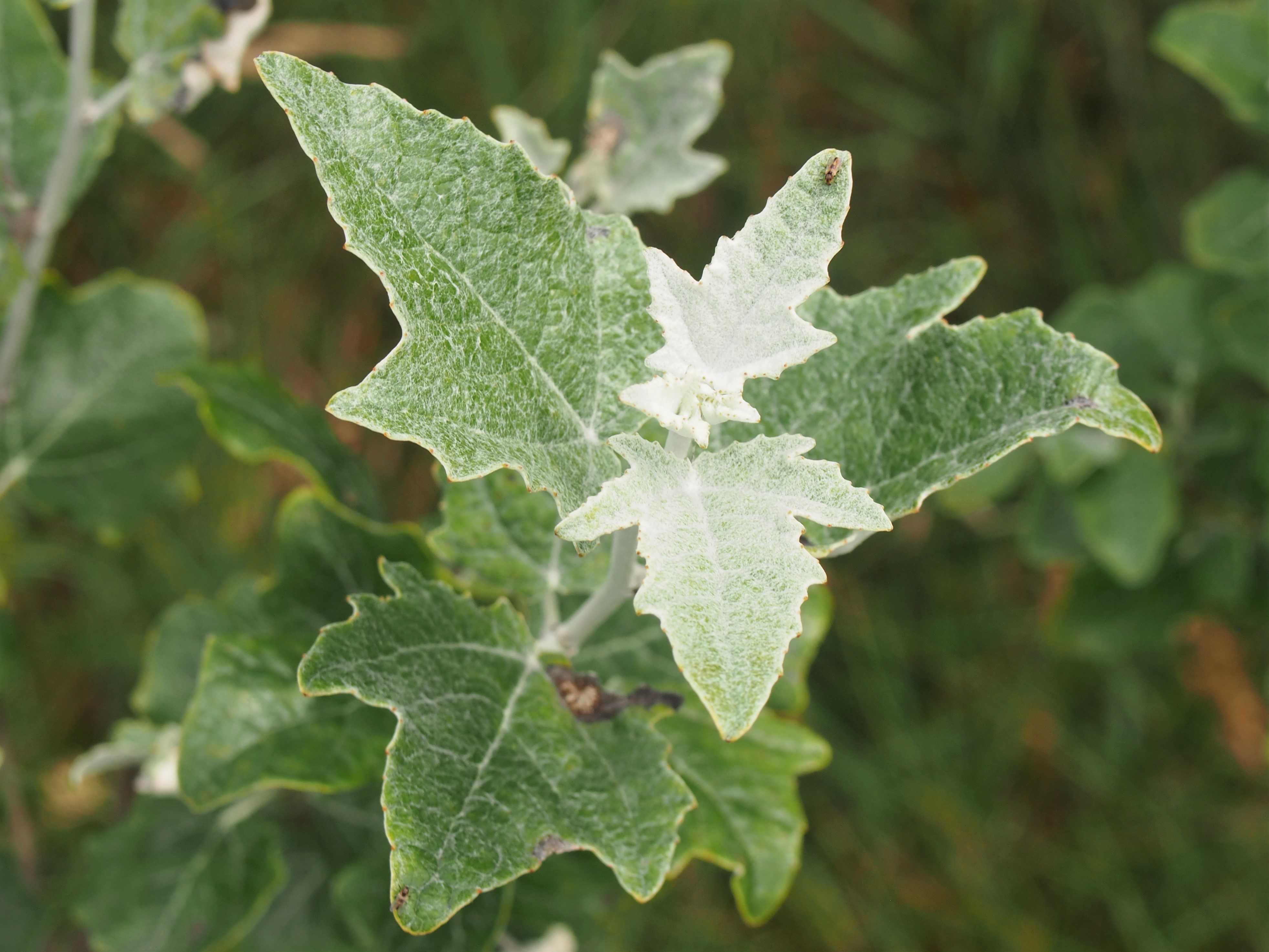
Liście topoli białej

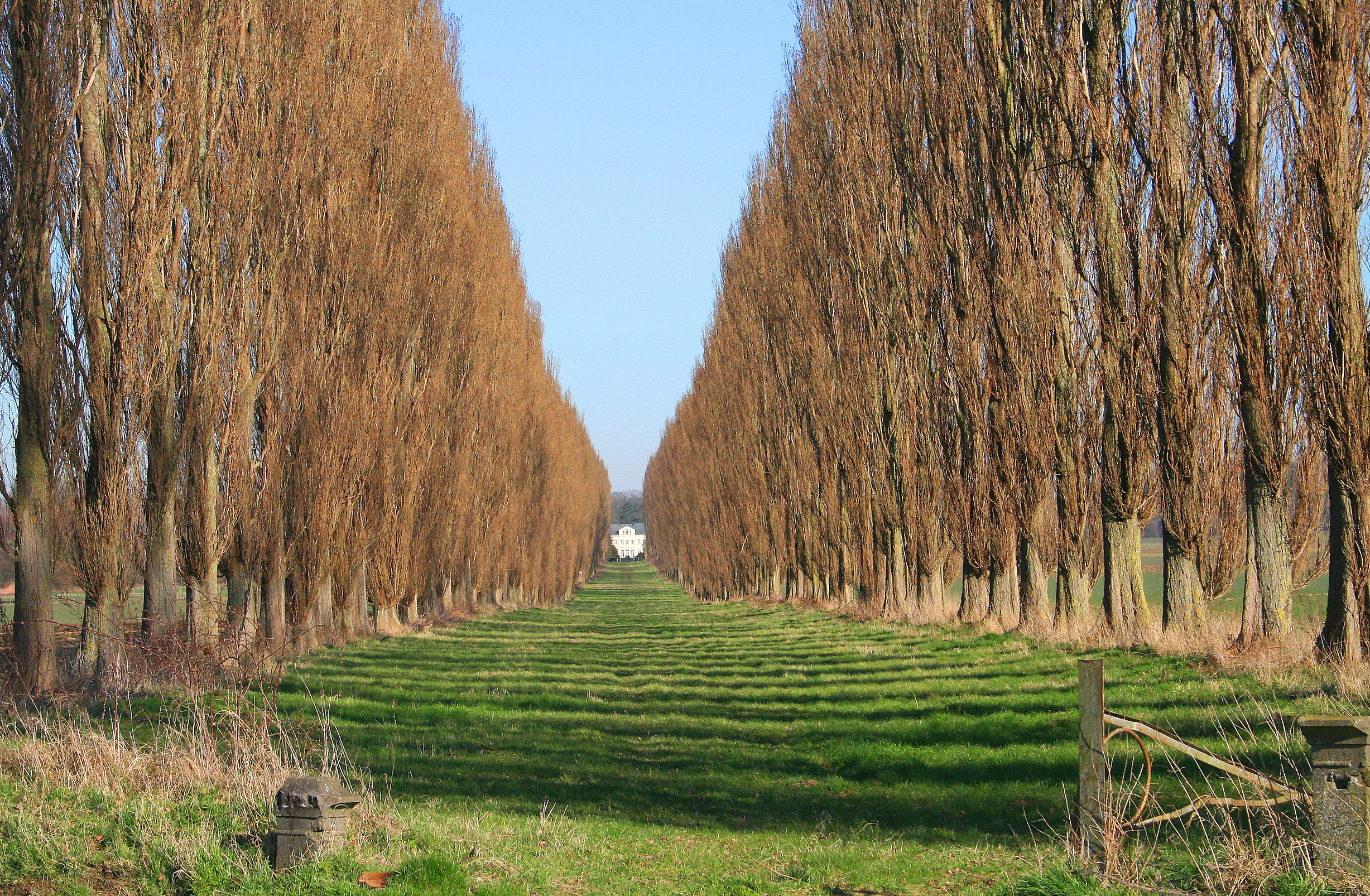
Szpaler topól włoskich

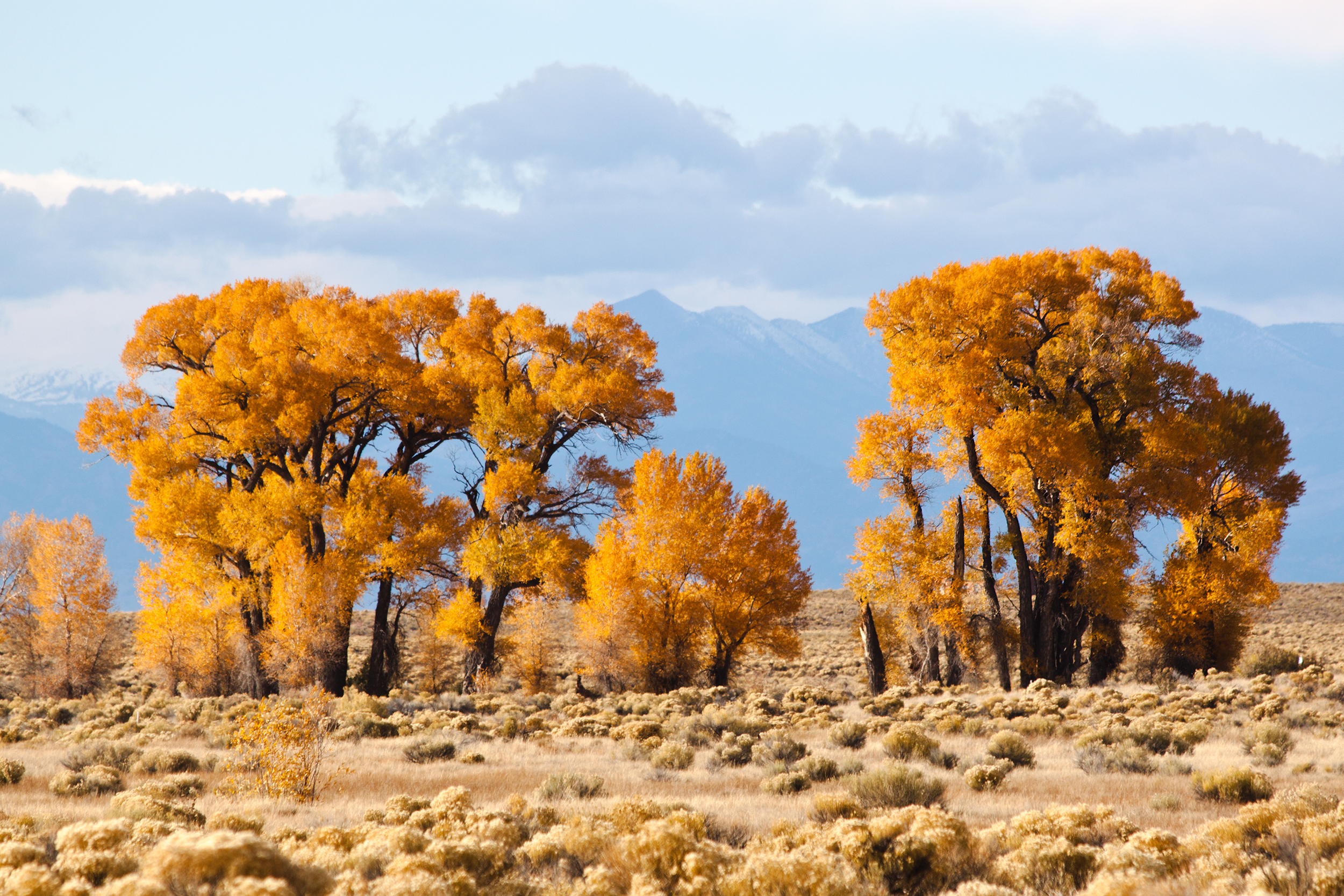
Populus angustifolia jesienią

Topola (Populus L.) – rodzaj drzew z rodziny wierzbowatych (Salicaceae). Wyróżnia się w jego obrębie zwykle ok. 30–40 gatunków, ale też czasem znacznie więcej (problemy taksonomiczne powoduje łatwość krzyżowania się tych roślin i ich duża zmienność). Zasięg rodzaju obejmuje wszystkie kontynenty półkuli północnej i obszar od Arktyki po południowy Meksyk, północną Afrykę, Bliski Wschód, południowe Chiny, Mjanmę i Wietnam oraz oddzielone dysjunkcją góry w Kenii (P. ilicifolia). Duże i słabo poznane zróżnicowanie rodzaju występuje w Chinach. W Ameryce Północnej obecnych jest 8 gatunków, a w Europie i Polsce występują trzy rodzime gatunki – topola czarna P. nigra, biała P. alba i osika P. tremula. Liczne gatunki i mieszańce z tego rodzaju obcego pochodzenia występują w Polsce w uprawie i jako dziczejące (czasem rozmnażając się tylko wegetatywnie).
Topole występują głównie w lasach łęgowych wzdłuż rzek, aczkolwiek niektóre rosną też na glebach suchych np. osika.
Topole w licznych odmianach i mieszańcach uprawiane są jako drzewa ozdobne, glebochronne i dla drewna.
Nazwa naukowa rodzaju jest starorzymską nazwą topoli, udokumentowaną m.in. przez Horacego. Drzewa te tak nazywano ze względu na ich sadzenie na placach miejskich, w miejscach zgromadzeń publicznych.

## Morfologia
PokrójWysokie drzewa osiągające do 50 m wysokości, rzadziej krzewy. Rozgałęziają się monopodialnie, pień główny zwykle wyraźny i prosto wzniesiony. Często tworzą odrosty korzeniowe. Pędy zróżnicowane są na krótko- i długopędy, obłe lub nieco kanciaste, wewnątrz z 5-kanciastym rdzeniem na przekroju. Korowina w różnym stopniu spękana, często szara.
PąkiOstro zakończone, często długie, walcowate lub kanciaste, okryte kilkoma łuskami i często lepkie.
LiścieZrzucane przed zimą. Pojedyncze i długoogonkowe, z ogonkiem obłym lub spłaszczonym na przekroju, wspartym u nasady odpadającymi przylistkami, zwykle drobnymi, większymi czasem tylko na odrostach. Na ogonku zwykle brak gruczołków. Blaszka liści zwykle jajowata lub trójkątnie jajowata, szeroka. Kształt liści różny na liściach wczesnych rozwijających się na krótkopędach i późniejszych, powstających na długopędach. Liście wczesne z reguły mają większe gruczołki na końcach blaszki połączone z wiązkami przewodzącymi, różnią się kształtem blaszki i ząbkowaniem na brzegu. Największe różnice między liśćmi wczesnymi i późnymi występują u topoli białej, u której liście wczesne są jajowato kanciaste, a późne 3- i 5-klapowe (przypominają nieco liście klonów).
KwiatyRozdzielnopłciowe, zebrane w zwisające kwiatostany zwane kotkami. Rośliny są dwupienne (na osobnych drzewach rozwijają się tylko kwiatostany męskie lub żeńskie). Poszczególne kwiaty wsparte są mniej lub bardziej powcinanymi przysadkami, odpadającymi po przekwitnieniu. Okwiat zredukowany jest do pozbawionego miodników, wgłębionego dysku. Kwiat męski zawiera zwykle od 6 do 60 pręcików na długich nitkach. W kwiatach żeńskich zalążnia powstaje z 2–4 owocolistków, zawiera jedną komorę, zwieńczona jest okazałą szyjką słupka ze znamionami w liczbie odpowiadającej liczbie owocolistków. W komorze rozwija się zwykle od 2 do 25 zalążków.
OwoceDrobne torebki zwężone na jednym końcu, poza tym kulistawe lub jajowate, otwierające się 2–4 klapami. Zawierają bardzo drobne nasiona pokryte cienkimi i długimi włoskami w formie puchu.

## Biologia
Topole należą do najszybciej rosnących drzew w klimacie umiarkowanym, przy czym szybkim wzrostem cechują się zwłaszcza mieszańce międzygatunkowe. Rosną najczęściej w lasach nadrzecznych, na glebach wilgotnych, przy czym jednak nie tolerują stagnowania wody na powierzchni gruntu. Preferują gleby żyzne. Kwitnienie następuje wiosną, przed rozwojem liści. Kwiaty są wiatropylne, a okryte puchem nasiona są wiatrosiewne. Nasiona kiełkują tylko na nagim, wilgotnym podłożu, przy czym szybko tracą zdolność do kiełkowania (po 2–3 dniach). Są to drzewa stosunkowo krótko żyjące.

## Systematyka
Pozycja systematyczna
Rodzaj siostrzany dla wierzby (Salix) w obrębie plemienia Saliceae w rodzinie wierzbowatych (Salicaceae). Ślady kopalne liści topoli znane są sprzed 59 milionów lat, a liści i owoców sprzed 48 milionów. Znaleziska te są o tyle „kłopotliwe”, że analizy molekularne wskazują na rozejście się rodzajów Populus i Salix około 34 miliony lat temu.
Wykaz gatunków:

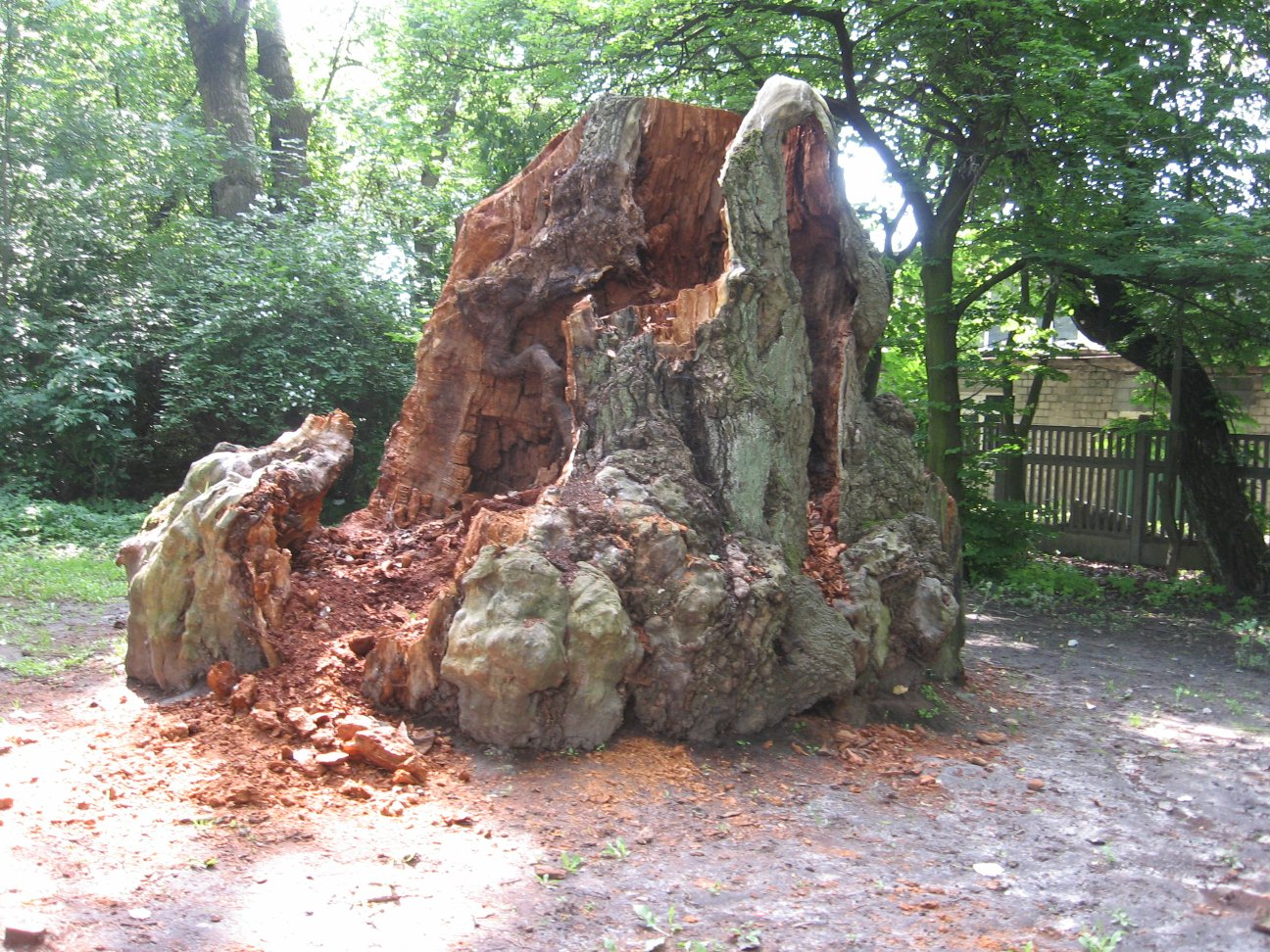
Pień ponad 320-letniej topoli białej z Leszna

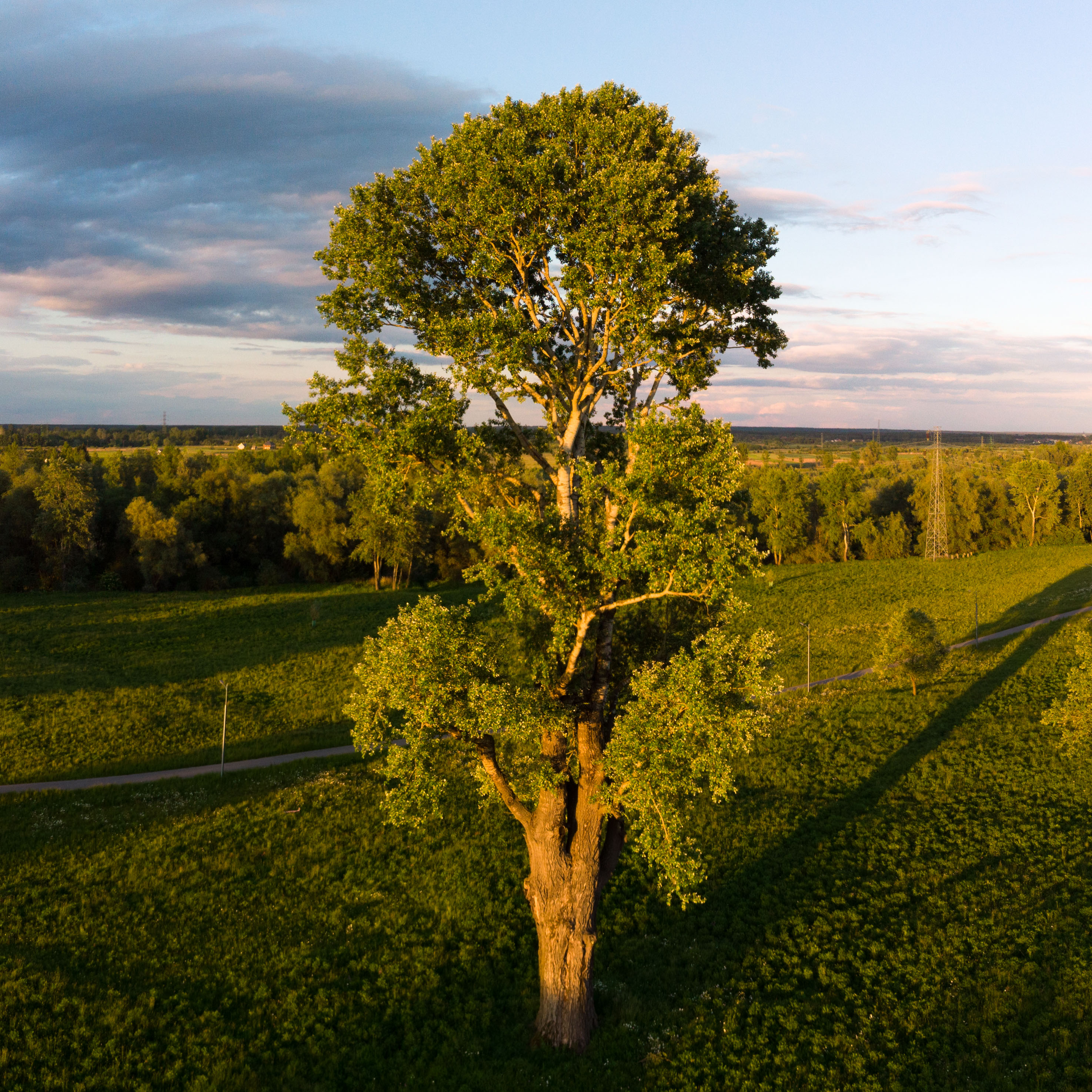
Topola biała „Pławianka” – najwyższa topola w Polsce

- Populus × acuminata Rydb. – topola ostrolistna
- Populus adenopoda Maxim.
- Populus alaschanica Kom.
- Populus alba L. – topola biała, białodrzew
- Populus angustifolia E.James – topola wąskolistna
- Populus balsamifera L. – topola balsamiczna
- Populus × berolinensis K.Koch – topola berlińska
- Populus brandegeei C.K.Schneid.
- Populus × brayshawii B.Boivin
- Populus × canadensis Moench – topola kanadyjska
- Populus × canescens (Aiton) Sm. – topola szara
- Populus cathayana Rehder
- Populus ciliata Wall. ex Royle
- Populus deltoides W.Bartram ex Marshall – topola deltoidalna, amerykańska
- Populus euphratica Olivier – topola eufracka
- Populus fremontii S.Watson – topola Frémonta
- Populus × generosa A.Henry
- Populus girinensis Skvortsov
- Populus glauca Haines – topola sina
- Populus grandidentata Michx.– topola wielkozębna, osika wielkozębna
- Populus guzmanantlensis A.Vázquez & R.Cuevas
- Populus haoana W.C.Cheng & Z.Wang
- Populus × hastata Dode
- Populus × heimburgeri B.Boivin
- Populus heterophylla L. – topola błotna
- Populus × hinckleyana Correll
- Populus × hopeiensis Hu & H.F.Chow
- Populus hsinganica Z.Wang & Skvortzov
- Populus ilicifolia (Engl.) Rouleau – topola ostrolistna
- Populus × inopina Eckenw.
- Populus intramongolica T.Y.Sun & E.W.Ma
- Populus × jackii Sarg. – topola włochata
- Populus kangdingensis Z.Wang & S.L.Tung
- Populus × kashmirica A.K.Skvortsov
- Populus keerqinensis T.Y.Sun
- Populus lancifolia N.Chao
- Populus lasiocarpa Oliv. – topola wielkolistna
- Populus laurifolia Ledeb. – topola laurolistna
- Populus liaotungensis Z.Wang & Skvortzov
- Populus luziarum A.Vázquez, Muñiz-Castro & Padilla-Lepe
- Populus macrocarpa (Schrenk) Pavlov & Lipsch.
- Populus mainlingensis Z.Wang & S.L.Tung
- Populus mandschurica Nakai
- Populus mexicana Wesm. – topola meksykańska
- Populus minhoensis S.F.Yang & H.F.Wu
- Populus nakaii Skvortsov
- Populus nigra L. – topola czarna, sokora
- Populus ningshanica Z.Wang & S.L.Tung
- Populus × parryi Sarg.
- Populus primaveralepensis A.Vázquez, Muñiz-Castro & Zuno
- Populus pruinosa Schrenk
- Populus pseudoglauca Z.Wang & P.Y.Fu
- Populus pseudomaximowiczii Z.Wang & S.L.Tung
- Populus pseudosimonii Kitag.
- Populus × pseudotomentosa Z.Wang & S.L.Tung
- Populus qamdoensis Z.Wang & S.L.Tung
- Populus qiongdaoensis T.Hong & P.Luo
- Populus × rasumowskyana (R.I.Schröd. ex Regel) Dippel
- Populus rockii (Rehder) H.L.Yang
- Populus × rollandii Rouleau
- Populus × rouleauana B.Boivin
- Populus schneideri (Rehder) N.Chao
- Populus shanxiensis Z.Wang & S.L.Tung
- Populus simaroa Rzed.
- Populus simonii Carrière – topola chińska, topola Simona
- Populus × smithii B.Boivin
- Populus × steiniana Bornm.
- Populus suaveolens Fisch. ex Poit. & A.Vilm. – topola wonna
- Populus szechuanica C.K.Schneid. – topola syczuańska
- Populus × tomentosa Carrière – topola pekińska, kutnerowata
- Populus tremula L. – topola osika
- Populus tremuloides Michx. – topola osikowa
- Populus trinervis Z.Wang & S.L.Tung
- Populus tristis Fisch. (syn. P. trichocarpa Fisch.) – topola kalifornijska
- Populus usbekistanica Kom. – topola uzbekistańska
- Populus wenxianica Z.C.Feng & J.L.Guo
- Populus wilsonii C.K.Schneid. – topola Wilsona
- Populus wuana Z.Wang & S.L.Tung
- Populus xiangchengensis Z.Wang & S.L.Tung
- Populus × xiaohei T.S.Hwang & Liang
- Populus yatungensis (Z.Wang & P.Y.Fu) Z.Wang & S.L.Tung
- Populus × yuana Z.Wang & S.L.Tung
- Populus yunnanensis Dode – topola junańska

## Zastosowanie
Liczne odmiany i mieszańce topól sadzone bywają na terenach wiejskich i miejskich z powodu swego szybkiego wzrostu, małych wymagań i przystosowania do trudnych warunków. Tworzą skuteczne bariery wiatrochronne. Bardzo dobrze osuszają tereny podmokłe. Zapewniają szybki przyrost masy zielonej. Są bardzo wydajne w fitoremediacji. Bywają też przy tym czasami uciążliwe i kłopotliwe ze względu na ekspansywne, płytkie systemy korzeniowe, które mogą niszczyć infrastrukturę i budynki. Żeńskie okazy zaśmiecają otoczenie puchem nasiennym. Posiadają liczne formy ozdobne. Popularnym drzewem ozdobnym, ze względu na swój kolumnowy pokrój, sadzonym zwłaszcza wzdłuż dróg jest topola włoska stanowiąca odmianę uprawną topoli czarnej. W zieleni osiedlowej zastosowanie znajdują obie formy topoli chińskiej. Topole dobrze regenerują się po cięciu, jednak zadawanie dużych ran skutkuje szybkim rozwojem zgnilizn, które czynią te drzewa podatnymi na złamania.
Topole uprawia się także dla produkcji drewna, w tym do produkcji m.in. zapałek, instrumentów. Sadzone są także jako drzewa glebochronne. Popularność zyskują hybrydy balsamiczne, które uprawia się na specjalistycznych plantacjach.

## Największe topole w Polsce
- Najstarszą i najgrubszą topolą w Polsce była (złamała się w 2012 roku) topola biała (tzw. Topola Lesznowska) rosnąca w Lesznie k. Warszawy. Obwód pnia tego drzewa mierzony na wysokości 1,3 m wynosił 10,53 m, zaś mierzony przy samej ziemi – aż 14 m (pod tym względem było to najgrubsze drzewo w Polsce). W 2024 roku najgrubszą znaną polską topolą jest pomnikowa topola „Horpyna” z Grudziądza (968 cm obwodu w pierśnicy)[16]. Inne okazałe drzewa z tego rodzaju to: topola biała z Królewa (920 cm), topola czarna „Mariańska” z Ostromecka (908 cm), topola biała "Maryna" z Glinek (878 cm) oraz topola czarna „Kromnowska” (821 cm)[15], do starych i okazałych drzew zalicza się także topole białe z Mińska Mazowieckiego i w Żywca oraz topole czarne z Melsztyna, Kromnowa i Ostromecka[15].
- Najwyższą topolą w Polsce jest topola biała „Pławianka” rosnąca na błoniach w Stalowej Woli. Jej wysokość wynosi 41,5 m (w 2020 r.). Tuż za nią plasuje się topola czarna na warszawskich Bielanach rosnąca na terenie szkoły przy ul. Smoleńskiego 31, która mierzy 40,2 m[15]. Topola ta wg różnych źródeł miała mieć przed redukcją korony aż 45 metrów wysokości[17]. Kolejną ponad 40-metrową topolą był białodrzew z Mińska Mazowieckiego, który przed złamaniem w 2019 r. mierzył 42 metry wysokości[18].